# Ellisella plexauroides
Ellisella plexauroides is een zachte koraalsoort uit de familie Ellisellidae. De koraalsoort komt uit het geslacht Ellisella. Ellisella plexauroides werd in 1919 voor het eerst wetenschappelijk beschreven door Toeplitz. 